# Juan Velázquez de Velasco
Juan Velázquez de Velasco y Enríquez (Valladolid, ~1550- ~1620) fou un militar i espia espanyol (espia major de la cort des de 1599 sota les ordres de Felip III). Entre els seus càrrecs va tenir el de ser capità d'infanteria de Nàpols al comandament de Joan d'Àustria. Posteriorment Capità General de la província de Guipúscoa, així com comanador de Peña Ausende.
Era fill primogènit de Gutierre Velázquez de Cuéllar y Velasco, II senyor de Villavaquerín i La Sinova, pregoner major de Castella i comanador de La Membrilla, i de la seva esposa María Enríquez de Acuña, cosina germana de Ferran el Catòlic, per ser filla de Lope Vázquez de Acuña, comte de Buendía, i d'Inés Enríquez de Quiñones.
Heretà les senyories del seu pare, i va ser cavaller de l'Orde de Santiago, agutzil major de la Reial Audiència i Cancelleria de Valladolid i alcaid del castell d'Hondarribia.
A la fi del segle xvi estableix una vasta xarxa d'agents i confidents sota el seu comandament, el càrrec s'inicia oficialment el gener de 1599. Anteriorment va ser nomenat Capità General de la província de Guipúscoa per vacant de Fernando Hurtado de Mendoza el 20 de desembre de 1590. El seu fill Andrés el succeiria en els càrrecs d'espia major de la cort.